# Siltronic
 Siltronic é uma fabricante alemã de wafers feitos de silício hiperpuro, fundada em 1968 e com sede em Munique na Alemanha.
As unidades de produção da Siltronic estão na América do Norte, Ásia e Europa.
Os produtos feitos pela empresa são usados em aplicações elétricas como: computadores, smartphones, equipamentos industriais, turbinas eólicas, indústria automobilística entre outros.

## História
Em 1953, tudo começou em Burghausen, na Alemanha, quando a Wacker Chemie já estava pesquisando e desenvolvendo silício hiperpuro, o que levou ao primeiro silício semicondutor a ser produzido em 1958.
O número de funcionários aumentou em 1961, quando começaram a adicionar produtos, como monocristais, que também eram distribuídos internacionalmente. Em 1965, a Wacker adquiriu a Monosilicon, uma produtora de silício em Los Angeles, Estados Unidos.
A nova subsidiária integral foi fundada em 1968 como Wacker-Chemitronic Gesellschaft für Elektronik-Grundstoffe mbH ("Wacker-Chemitronic") em Burghausen e que é a base da empresa atual. Em 1978, a Wacker-Chemic construiu uma fábrica em Portland, Oregon e fundou a Wacker Siltronic Corporation. Os trabalhadores foram treinados na Alemanha antes da abertura das fábricas em 1980. Em 1985, uma joint venture para a produção de wafers de 125 mm e 150 mm começou no Japão com a NSC Electron Corporation.
Mudou seu nome para Wacker Siltronic GmbH em 1994. Eles então adquiriram a fábrica de silício hiperpuro localizada em Freiberg, Alemanha, em 1995, onde a VEB Spurenmetalle Freiberg foi integrada à Wacker Siltronic após a modernização do edifício. Inicialmente, wafers de 150 mm foram produzidos lá, depois começou a produção de wafers de 200 mm.
A empresa foi renomeada como uma sociedade anônima (Wacker Siltronic AG) em 1996. Em 1999, a Wacker Siltronic Singapore Pte Ltd abriu sua fábrica de produção de wafer de 200 mm em Cingapura.
Em 2004, a empresa mudou seu nome para Siltronic AG.A empresa fabrica wafers de silício com diâmetros de até 300 mm em suas duas unidades de produção alemãs em Burghausen e Freiberg, bem como em unidades na Ásia e nos Estados Unidos.
Em julho de 2006, eles iniciaram uma joint venture com a Samsung chamada Siltronic Samsung Wafer Pte Ltd., que foi renomeada para Siltronic Silicon Wafer Pte Ltd.e juntos construíram uma planta de produção de wafer de 300 mm no local de Cingapura, onde o primeiro wafer e lingotes foram produzidos em junho de 2008.
Em maio de 2015, a Silitronic AG preparou sua Oferta Pública Inicial (IPO) na Bolsa de Valores de Frankfurt, a empresa estreou suas ações na bolsa de valores alemã no dia 11 de junho de 2015.
Em 2020, foi anunciado que a Siltronic seria vendida para a fabricante taiwanesa GlobalWafers por 4,5 bilhões de dólares,De acordo com as duas empresas, a fusão criaria um fornecedor líder para a indústria de wafer com um portfólio abrangente de produtos e a capacidade de oferecer produtos tecnologicamente avançados a todos os clientes de semicondutores. A Siltronic AG estava em discussões avançadas, em fase de conclusão, sobre uma oferta de aquisição da GlobalWafers. Mas o acordo não recebeu aprovação regulatória a tempo e a aquisição acabou sendo cancelada em fevereiro de 2022.

## Locais de produção
- Burghausen, Alemanha[1]
- Freiberg, Alemanha[1]
- Portland, Estados Unidos[1]
- Singapura, Singapura[1]